# Retrograad (astronomie)

De oranje gekleurde maan beweegt zich in tegenovergestelde richting.

In de astronomie heet de beweging van een planeet in haar baan om de centrale ster of van een natuurlijke maan of kunstmatige satelliet om een planeet retrograad, als de richting tegengesteld is aan de rotatiebeweging van het centrale lichaam. Is de bewegingsrichting gelijk aan de rotatiebeweging dan heet ze prograad.
De banen van alle planeten in het zonnestelsel zijn prograad.  Een object met een retrograde beweging zal zich tegengesteld bewegen ten opzichte van de meerderheid van de naburige hemellichamen. De komeet Halley en veel andere kometen bewegen retrograad om de Zon.
Het enige object in het zonnestelsel met een aanzienlijke massa dat zich in een retrograde baan beweegt, is Triton, de grootste maan van Neptunus. De meeste natuurlijke manen draaien prograad met een synchrone rotatie om hun planeet en prograad met de baan van die planeet om de Zon. Dat is uit het ontstaan en de evolutie van het zonnestelsel te verklaren als men veronderstelt dat het zonnestelsel uit een draaiende schijf materie is ontstaan. Er zijn ook wel retrograde manen, maar dat zijn kleine, ingevangen rotsblokjes.
Een exoplaneet waarvoor vermoedelijk hetzelfde geldt, is WASP-17b, in het sterrenbeeld Schorpioen, die in een tegengestelde baan om de ster WASP-17 draait. Het is een van de grootste planeten, met een zeer lage dichtheid.

## Kunstmanen
De meeste kunstmanen bewegen prograad. Bij geostationaire satellieten is dat vanzelfsprekend. Bij andere satellieten is er een praktische reden voor: bij de lancering krijgt de satelliet al een duwtje van de draaiende aarde. En hoewel ruimtepuin, door de hoge snelheden, een groot probleem is, zal een frontale botsing zeldzaam zijn.

## Aswenteling
De meeste planeten draaien ook in dezelfde richting om hun as, behalve Venus, Uranus en Pluto. Venus draait retrograad om haar as, van Uranus is de draaias 98 graden gekanteld en van Pluto 120 graden.